# Falcon Stadium
Falcon Stadium är en utomhusarena som ligger på området för det amerikanska flygvapnets officershögskola United States Air Force Academy i Colorado Springs, Colorado i USA. Den har en publikkapacitet på 46 692 åskådare. Utomhusarenan ägs av USA:s flygvapen och underhålls av United States Air Force Academy. Den används primärt av idrottslagen tillhörande officershögskolan.
Utomhusarenan invigdes den 22 september 1962. Den genomgick större renoveringar 1972 och 1990.
Den 1 januari 2019 meddelade den nordamerikanska ishockeyligan National Hockey League (NHL) att man skulle arrangera NHL Stadium Series på Falcon Stadium den 15 februari 2020. Den 25 januari bekräftade NHL att Colorado Avalanche kommer vara hemmalag och ta emot Los Angeles Kings.